# Airon-Notre-Dame
Airon-Notre-Dame je francouzská obec v departementu Pas-de-Calais v regionu Hauts-de-France. V roce 2011 zde žilo 199 obyvatel.

## Vývoj počtu obyvatel
Počet obyvatel 